# Österländsk medicin
Österländsk medicin är de traditionella medicinska systemen i framför allt Indien och Kina tillsammans. Fokus är inom österländsk medicin balans istället för som inom västerländsk medicinsk vetenskap fokus på specifika symptom. Inom österländsk medicin finns liksom inom västerländsk dito också en baktanke kring förebyggande av sjukdomar men den ser lite annorlunda ut.

## Energimedicin
Det grundläggande konceptet inom österländsk medicin är att vi har en energi inom oss, Qi (i Indien Prana), som även går att manipulera. Detta görs bland annat på meridianerna. Basen för traditionell indisk medicin och delar av traditionell kinesisk medicin är att man delar in tillvaron i olika aspekter. Inom traditionell indisk medicin, Ayur veda, talar man om tre personlighetstyper, inom traditionell kinesisk medicin talar man istället om principerna yin och yang. Inom traditionell indisk och kinesisk medicin finns även där energilinjerna, meridianerna. I Kina delas dessa förutom huvudprinciperna (Yin & Yang) in i fem element; metall (alternativt luft), trä (alternativt vind, alternativt ljus), jord, eld och vatten. Varje meridian hör till ett organ men det är vid ytan (under huden) som meridianen lättast går att komma åt för behandling. 

## Manipulation av kroppens energisystem
Både inom traditionell indisk och kinesisk medicin finns teorier och praktik kring hur maten vi äter påverkar oss. Därutöver finns en mängd mer handgripliga sätt att manipulera Qi. Dessa är Akupunktur (nålstick), Moxibustion (värmebehandling), Akupressur och Shiatsu (manuell terapi, tryck med fingrar). Allt detta sker på (eller i, i fråga om sticken) meridianerna. Zonterapi är istället tryck på reflexzoner, eller i fallet auriculoterapi nålstick i öronens reflexzoner.
Kinesiologi blandar västerländsk kunskap om rörelseapparaten med österländsk tradition. Namnet kinesiologi har inget egentligen med Kina att göra utan kommer från västerländska begrepp.
Qigong är kinesisk motion för att stimulera Qi.